# Историја Бугарске (1878–1946)
После руско-турског рата 1877–1878, Берлинским уговором из 1878. успостављена је аутономна држава, Кнежевина Бугарска, у оквиру Отоманског царства . Иако је остала под османским суверенитетом, функционисала је независно, узимајући Александра од Батенберга за свог првог принца 1879. Године 1885. Александар је преузео контролу над још увек османском Источном Румелијом, званично под персоналном унијом . Након абдикације кнеза Александра (1886), бугарска скупштина изабрала је Фердинанда И за принца 1887. Потпуна независност од османске контроле проглашена је 1908.
У балканским ратовима 1912–1913, Бугарска је у почетку склопила савез са Грчком, Србијом и Црном Гором против Османског царства, и заједно су ослободили велики део османске територије . Бугарска је, међутим, незадовољна поделом територије која је настала, убрзо је кренула у рат против својих бивших савезника Србије и Грчке и изгубила територију коју је стекла у првом рату. У Првом светском рату (1914–1918) Бугарска се борила (1915–1918) заједно са Немачком, Аустроугарском и Отоманским царством. Пораз је довео до споразума у Неуилли-сур-Сеине (27. новембар 1919), у складу са којим је Бугарска изгубила даљу територију. Друштвени проблеми и политичка нестабилност наставили су се током међуратног периода . У Другом светском рату (1939–1945) Бугарска се поново удружила са Немачком (март 1941). Иако је Софија покушала да се повуче из рата док је Совјетски Савез напредовао ка њеној територији (1944), Црвена армија је извршила инвазију (септембра 1944), а комунистичка влада је дошла на власт (1944–1946) и успоставила Народну Републику Бугарску (1946–1990).

## 1878–1912
Предложени Санстефански уговор од 3. марта 1878. предвиђао је самоуправну бугарску државу, која је обухватала географске области Мезије, Тракије и Македоније . У страху од успостављања велике руске државе клијента на Балкану, друге велике силе, посебно Велика Британија и Аустроугарска, одбиле су да пристану на уговор и инсистирале су да се он ревидира. Британци су били забринути због безбедности својих рута до Суецког канала и Индије. Суверени Аустроугарског царства страховали су да би успостављање велике независне словенске државе на Балкану подстакло сопствене словенске поданике да траже независност.
Као резултат тога, немачки канцелар Ото фон Бизмарк и британски премијер Бењамин Дизраели, надгледали су ревидирани Берлински уговор (1878), онај који је смањио предложену бугарску државу. Створена је аутономна Кнежевина Бугарска, између Дунава и Старе планине, са седиштем у старој бугарској престоници Великом Трнову, укључујући Софију. Ова држава је требало да буде под номиналним отоманским суверенитетом, али је требало да њоме управља кнез изабран на конгресу бугарских великаша који се састаје у Турнову као Уставотворна скупштина бугарске кнежевине, 10. фебруара 1879. и коју су одобриле силе. Инсистирали су да кнез не може бити Рус, али је у компромису изабран принц Александар од Батенберга, нећак цара Александра II. Јужно од Старе планине створена је и аутономна османска покрајина под именом Источна Румелија, док је Македонија враћена под султанов суверенитет.

### Персонална унија са Источном Румелијом
Бугари су усвојили напредан демократски устав, а власт је убрзо прешла на Либералну партију коју је предводио Стефан Стамболов. Принц Александар је био конзервативан и у почетку се противио Стамболовој политици, али је до 1885. постао довољно симпатичан својој новој земљи да се предомисли и подржао је либерале. Подржавао је и уједињење Бугарске и источне Румелије, које је донело државни удар у Пловдиву у септембру 1885. Силе нису интервенисале због међусобне борбе за власт. Убрзо након тога, Србија је објавила рат Бугарској у нади да ће приграбити територију док су Бугари били расејани. Бугари су их победили код Сливнице и искористили замах да крену у контранапад. Српска војска је била потиснута дубоко у српску територију, али је Бугарска била принуђена да заустави напредовање након што је Аустроугарска запретила да ће интервенисати на српској страни. Уједињење су прихватиле Силе у виду персоналне уније.

### Фердинанд
Ови догађаји учинили су Александра веома популарним у Бугарској, али је Русија била све незадовољнија његовим либералним тенденцијама. У августу 1886. подстакли су државни удар, током којег је Александар био приморан да абдицира и прогнан у Русију. Стамболов је, међутим, брзо реаговао и учесници пуча су били принуђени да побегну из земље. Стамболов је покушао да врати Александра на дужност, али снажна руска опозиција приморала је кнеза да поново абдицира. У јулу 1887. Бугари су изабрали Фердинанда Сакс-Кобургготског за свог новог принца. Фердинанд је био „аустријски кандидат“ и Руси су одбили да га признају упркос његовом пријатељству са царем Александром III. Фердинанд је у почетку радио са Стамболовим, али се до 1894. њихов однос погоршао. Стамболов је поднео оставку и убијен је у јулу 1895. године. Фердинанд је тада одлучио да обнови односе са Русијом, што је значило повратак конзервативној политици.
Под османском влашћу још увек је живело знатно бугарско становништво, посебно у Македонији . Да ствар буде закомпликована, Србија и Грчка су такође полагале право на делове Македоније. Тако су почели Балкански ратови, петострана борба за контролу над овим просторима која је трајала током Првог светског рата (Бугарска током Првог светског рата ). Године 1903. дошло је до бугарске побуне у Отоманској Македонији и рат је изгледао вероватан. Године 1908. Фердинанд је искористио борбе између великих сила да Бугарску прогласи потпуно независном краљевином, са собом као царем, што је учинио 5. октобра (иако се славило 22. септембра, пошто је Бугарска званично остала по јулијанском календару до 1916.) у цркви Св. Црква четрдесетих мученика у Великом Трнову.

### Илинденски устанак
Главни спољнополитички проблем са којим се Бугарска суочавала током периода до Првог светског рата била је судбина Македоније и Источне Тракије. Крајем 19. века основана је Унутрашња македонско-јадранска револуционарна организација која је започела припрему оружаног устанка у областима које су још увек окупирали Турци . Ослањајући се делом на општу подршку Кнежевине Бугарске, ИМАРО се прионуо на организовање мреже комитета у Македонији и Тракији. 2. августа 1903. у Македонији и Тракији избио је масовни оружани устанак, познат у историји као Илинденско-Преображенски устанак . Њен циљ је био да се ти крајеви ослободе, или бар да скрену пажњу великих сила и натера их да се правним и економским реформама залажу за побољшање услова живота становништва. После три месеца жестоких борби, отоманска војска је сломила устанак уз много окрутности према цивилном становништву.

## Балкански ратови
Године 1911. националистички премијер Иван Евстратијев Гешов је кренуо у формирање савеза са Грчком и Србијом, а три савезника су се сложила да оставе по страни своје ривалство како би планирали заједнички напад на Османлије.
У фебруару 1912. потписан је тајни уговор између Бугарске и Србије, ау мају 1912. сличан уговор потписан је и са Грчком. У пакт је уведена и Црна Гора . Уговори су предвиђали поделу Македоније и Тракије између савезника, иако су линије поделе остале опасно нејасне. Након што су Османлије одбиле да спроведу реформе у спорним областима, избио је Први балкански рат у октобру 1912. године. (Погледајте Балкански ратови за детаље. )
Савезници су имали задивљујући успех. Бугарска војска је нанела неколико пораза османским снагама и претећи напредовала према Истанбулу, док су Срби и Грци преузели контролу над Македонијом. Османлије су у децембру тражиле мир. Преговори су прекинути, а борбе су настављене фебруара 1913. године. Османлије су изгубиле Адрианопољ од комбиноване бугарско-српске оперативне групе. Друго примирје уследило је у марту, када су Османлије изгубиле све своје европске поседе западно од линије Мидија-Енос, недалеко од Истанбула. Бугарска је добила у посед већи део Тракије, укључујући Адрианопољ и егејску луку Дедеагач (данас Александрополис ). Бугарска је такође добила део Македоније, северно и источно од Солуна (који је припао Грчкој), али само неке мале области дуж њених западних граница.
Бугарска је претрпела најтеже жртве од било ког савезника, и на основу тога се осећала да има право на највећи део плена. Нарочито Срби нису видели ствари на овај начин и одбили су да напусте било коју територију коју су заузели у северној Македонији (тј. територију која отприлике одговара савременој Северној Македонији ), наводећи да бугарска војска није успела да оствари своје предратне циљеве код Адријанопоља (тј. неуспех да га заузме без помоћи Србије) и да су предратни споразуми о подели Македоније морали да се ревидирају. Неки кругови у Бугарској били су склони рату са Србијом и Грчком по овом питању. У јуну 1913. Србија и Грчка су склопиле нови савез против Бугарске. Српски премијер Никола Пашић поручио је Грчкој да би могла имати Тракију ако би Грчка помогла Србији да задржи Бугарску ван српског дела Македоније, а са тим се сложио и грчки премијер Елефтериос Венизелос . Видевши то као кршење предратних споразума, а дискретно подстакнут од Немачке и Аустроугарске, цар Фердинанд је објавио рат Србији и Грчкој, а бугарска војска је напала 29. јуна. Српске и грчке снаге су у почетку биле у повлачењу на западној граници, али су убрзо преузеле превагу и натерале Бугарску на повлачење. Борбе су биле веома оштре, са много жртава, посебно током кључне битке код Брегалнице. Убрзо је Румунија ушла у рат и напала Бугарску са севера. Османско царство је такође напало са југоистока. Рат је сада дефинитивно изгубљен за Бугарску, која је морала да напусти већину својих претензија на Македонију према Србији и Грчкој, док су оживеле Османлије поново заузеле Адријанопољ. Румунија је заузела јужну Добруџу .

## Рат и друштвени сукоби

### Први светски рат
После Балканских ратова бугарско мишљење се окренуло против Русије и западних сила, за које су Бугари сматрали да нису учинили ништа да им помогну. Влада Васила Радославова сврстала је Бугарску са Немачком и Аустроугарском, иако је то значило и да постане савезник Османлија, традиционалног непријатеља Бугарске. Али Бугарска сада није имала претензија према Османлијама, док су Србија, Грчка и Румунија (савезници Британије и Француске) све поседовале земље које се у Бугарској сматрало бугарским. Бугарска је била задовољна тиме што је седела на огради и посматрала ратну срећу пре него што је одлучила да ли да изјави своје симпатије. Бугарска је, опорављајући се од Балканских ратова, престала прве године Првог светског рата, али када је Немачка обећала да ће обновити границе Санстефанског уговора, Бугарска, која је имала највећу војску на Балкану, објавила је рат Србији у октобру. 1915. године. Британија, Француска и Италија тада су објавиле рат Бугарској.
Иако је Бугарска, у савезу са Немачком, Аустроугарском и Османлијама, извојевала војне победе против Србије и Румуније, окупирајући већи део Македоније (заузевши Скопље у октобру), напредујући у Грчку Македонију и узевши Добруџу од Румуна у септембру 1916. рат је убрзо постао непопуларан код већине бугарског народа, који је претрпео велике економске потешкоће и такође није волео да се боре против својих сународника православних хришћана у савезу са муслиманским Османлијама. Лидер Земљорадничке партије Александар Стамболијски је затворен због свог противљења рату. Руска револуција из фебруара 1917. имала је велики ефекат у Бугарској, ширећи антиратна и антимонархистичка осећања међу трупама и у градовима. Чланство у социјалистичким партијама у Бугарској је цветало. Међутим, социјалисти у Бугарској су били лоше идеолошки подељени. Једна група је настојала да ради са другим политичким партијама које представљају друге класе како би била ефикасна у доношењу промена у Бугарску. Због свог "широког погледа" ова група социјалиста је била позната као "широки". Друга група социјалиста у Бугарској били су пуристи и одбијали су да раде са партијама различитих класа. Звали су се "уски". На крају су се широки формирали у Бугарску социјалдемократску партију, а ужи су постали Бугарска комунистичка партија.
У јуну 1919. Радославова влада је поднела оставку. У војсци су избиле побуне, Стамболијски је пуштен из затвора  и проглашена република.

### Међуратне године
У септембру 1918. Срби, Британци, Французи и Грци пробили су се на македонском фронту и цар Фердинанд је био приморан да тражи мир. Стамболијски је био за демократске реформе, а не за револуцију. Александар Стамболијски се први пут појавио на бугарској политичкој сцени 1903. године као члан Бугарске земљорадничке националне уније (БАНУ). Године 1902. две аграрне новине спојене су у Земеделско знаме које је постало глас БАНУ . Године 1906. Стамболијски је постао уредник Земеделског знамења . Лоша жетва и тешка времена 1907. поново су довели БАНУ у први план. На изборима 1908. БАНУ је добила 11,2% гласова и добила 23 места у бугарском једнодомном парламенту. На изборима у августу 1919. БАНУ је добила 31,02% гласова. Да би одбио револуционаре, Стамболијски је убедио Фердинанда да абдицира у корист свог сина Бориса III. Револуционари су угушени, а војска распуштена. Према Уговору из Неуилли-сур-Сеине (новембар 1919.), Бугарска је изгубила своју егејску обалу од Грчке и скоро сву своју територију Македоније од нове државе Југославије, и морала је вратити Добруџу Румунима (види такође Добруџа, Западна Оутландс, Западна Тракија). Избори у марту 1920. дали су аграрима велику већину, а Стамболијски је формирао прву истински демократску владу Бугарске.
Стамболијски се суочио са огромним друштвеним проблемима у још увек сиромашној земљи у којој су углавном живели ситни сељаци. Бугарска је била оптерећена огромним ратним одштетама Југославији и Румунији и морала је да се носи са проблемом избеглица јер су пробугарски Македонци морали да напусте југословенску Македонију. Ипак, Стамболијски је успео да спроведе многе друштвене реформе, иако је противљење цара, велепоседника и официра знатно смањене, али још увек утицајне војске, било моћно. Други огорчени непријатељ била је Унутрашња македонска револуционарна организација (ВМРО), која је фаворизовала рат за повратак Македоније за Бугарску. Суочен са овим низом непријатеља, Стамболијски се удружио са Бугарском комунистичком партијом и отворио односе са Совјетским Савезом.
У марту 1923. Стамболијски је потписао споразум са Југославијом о признавању нове границе и пристанку на сузбијање ВМРО. Ово је изазвало националистичку реакцију, а 9. јуна дошло је до државног удара након којег је Стамболијкски убијен (одрубљен). Власт је преузела десничарска влада под вођством Александра Цанкова, уз подршку цара, војске и ВМРО, који су водили бели терор против аграра и комуниста. Комунистички вођа Георги Димитров побегао је у Совјетски Савез. Дошло је до жестоке репресије 1925. године након другог од два неуспела покушаја убиства Цара у бомбашком нападу на Софијску катедралу (први покушај се догодио у планинском превоју Арабаконак ). Али 1926. године цар је убедио Цанкова да поднесе оставку и на власт је ступила умеренија влада под Андрејем Љапчевом. Проглашена је амнестија, иако су комунисти остали забрањени. Земљорадници су се реорганизовали и победили на изборима 1931. године под вођством Николе Мушанова.
Управо када је обновљена политичка стабилност, пуни ефекти Велике депресије погодили су Бугарску, а друштвене тензије су поново порасле. У мају 1934. дошло је до још једног државног удара, Земљорадници су поново угушени, а уз подршку цара Бориса успостављен је ауторитарни режим на челу са Кимоном Георгијевим. У априлу 1935. Борис је сам преузео власт, владајући преко марионетских премијера Георгија Кјосеиванова (1935–1940) и Богдана Филова (1940–1943). Царски режим је забранио све опозиционе партије и одвео Бугарску у савез са нацистичком Немачком и фашистичком Италијом. Иако су потписивањем Балканског пакта 1938. обновљени добри односи са Југославијом и Грчком, територијално питање је наставило да тиња.

## Другог светског рата и после
Под Филовљевом владом Бугарска је ушла у Други светски рат, суочена са инвазијом и подмићена повратком јужне Добруже из Румуније, по Хитлеровом наређењу (видети Другу бечку награду ), септембра 1940. У марту 1941. Бугарска је формално потписала Тројни пакт и немачке трупе су ушле у земљу припремајући се за инвазију Осовине на Грчку и Југославију . Када су Југославија и Грчка поражене, Бугарској је дозвољено да заузме целу грчку Тракију и већи део Македоније. Бугарска је објавила рат Британији и Сједињеним Државама, али се одупирала немачком притиску да објави рат Совјетском Савезу, плашећи се проруског расположења у земљи.
У августу 1943. године цар Борис је изненада умро по повратку из Немачке (вероватно убијен, иако то никада није доказано), а наследио га је његов шестогодишњи син Симеон II. Власт је држао савет регента на челу са ујаком младог цара, кнезом Кирилом. Нови премијер Добри Божилов је у већини случајева био немачка марионета.
Отпор Немцима и бугарском режиму био је широко распрострањен до 1943. године, а координирали су га углавном комунисти. Заједно са земљорадницима, које сада предводи Никола Петков, социјалдемократе, па чак и са многим официрима, основали су Отаџбински фронт. Партизани су деловали на планинском западу и југу. До 1944. било је очигледно да Немачка губи рат и режим је почео да тражи излаз. Божилов је поднео оставку у мају, а његов наследник Иван Иванов Багрјанов је покушао да договори преговоре са западним савезницима.
У међувремену, главни град Софију бомбардовала је савезничка авијација крајем 1943. и почетком 1944. године, а касније су уследили напади на друге веће градове.

### Комунистички пуч
Али совјетска армија је брзо напредовала ка Бугарској. У августу 1944. Бугарска је једнострано објавила своје повлачење из рата и затражила од немачких трупа да напусте: бугарске трупе су журно повучене из Грчке и Југославије. У септембру су Совјети прешли северну границу. Влада је, у очајничком покушају да избегне совјетску окупацију, објавила рат Немачкој, али се Совјети нису могли одложити и 8. септембра су објавили рат Бугарској – која се тако нашла неколико дана у рату са обе Немачке. и Совјетски Савез. 16. септембра совјетска војска је ушла у Софију.
Отаџбински фронт ступио је на дужност у Софији након државног удара, формирајући широку коалицију под бившим владаром Кимоном Георгијевим, укључујући социјалдемократе и аграре. Према условима мировног споразума, Бугарској је дозвољено да задржи јужну Добруџу, али се формално одрекла свих претензија на грчку и југословенску територију. Да би се спречили даљи спорови, 150.000 Бугара је протерано из грчке Тракије. Комунисти су у почетку намерно преузели мању улогу у новој влади, али су совјетски представници били права моћ у земљи. Основана је Народна милиција под контролом комуниста, која је малтретирала и застрашивала некомунистичке партије.
У фебруару 1945. нова реалност власти у Бугарској показала се када су принц Кирил и стотине других званичника старог режима ухапшени под оптужбом за ратне злочине. До јуна Кирил и други регенти, 22 бивша министра и многи други су погубљени. У септембру 1946. монархија је плебисцитом укинута, а млади цар Симеон је послат у изгнанство. Комунисти су сада отворено преузели власт, Васил Коларов је постао председник, а Димитров премијер. Слободне изборе обећане за 1946. бојкотовала је опозиција, а новембра 1945. на једнопартијским изборима победио је Отаџбински фронт. Земљорадници су одбили сарадњу са новим режимом, а у јуну 1947. ухапшен је њихов вођа Никола Петков. Упркос снажним међународним протестима, погубљен је у септембру. Ово је означило коначно успостављање комунистичког режима у Бугарској.

### Холокауст
Након низа антијеврејских закона почевши од 1940 (нпр Јевреји су били искључени из јавне службе, забрањен им је улазак у одређена подручја, економски ограничени, и није им било дозвољено да ступају у бракове; види Закон о заштити нације ), Бугарска је на крају депортовала неке делове јеврејске популације под својом контролом. Бугарска је депортовала преко 7000 Јевреја из Македоније која је била под њиховом окупацијом. Направљени су планови да се Јевреји депортују 1943. и 20.000 је протерано из Софије, али протести (који је покренуо Димитар Пешев ) политичких и клерикалних лидера прекинули су даљу сарадњу, спасавајући свих 50.000 Јевреја у земљи. Међутим, у марту 1943. скоро 12.000 Јевреја у Тракији и Македонији, којима је бугарска влада управљала у име нациста, депортовано је у Аушвиц и Треблинку, где су убијени. Такође погледајте: Бугарски Јевреји током Другог светског рата . Бугарска је депортовала Јевреје из Македоније која је била под њиховом окупацијом

## Социјална историја

### Аграризам
Бугарска је из турске владавине изашла као сиромашна, неразвијена пољопривредна земља, са мало индустрије и природних ресурса. Већина земље била је у власништву малих фармера, а сељаци су чинили 80% становништва од 3,8 милиона 1900. године. Малобројни турски племићи који су остали и велики земљишни поседи били су неуобичајени, али је било много сиромашних сељака који су живели на маргинама. Аграризам је био доминантна политичка филозофија на селу, пошто је сељаштво организовало покрет независан од било које постојеће партије. Године 1899. формиран је Бугарски земљораднички савез који је окупио сеоске интелектуалце попут учитеља са амбициозним сељацима. Промовише савремене пољопривредне праксе, као и основно образовање.

### образовање
Влада је промовисала модернизацију, са посебним акцентом на изградњу мреже основних и средњих школа. До 1910. године било је 4.800 основних школа, 330 лицеја, 27 средњих школа и 113 стручних школа. Од 1878. до 1933. Француска је финансирала бројне библиотеке, истраживачке институте и католичке школе широм Бугарске. Главни циљеви су били ширење француске културе и француског језика и стицање престижа и пословања Француске. Заиста, француски је постао примарни страни језик у Бугарској и богати су обично слали своју децу у елитне римокатоличке школе француског језика у којима су предавали Французи. Просперитетна грчка заједница јужне Бугарске успоставила је сопствену мрежу основних и средњих школа на грчком језику које су промовисале хеленизам како би се супротставиле претњи асимилације у бугарско друштво. 1888. основан је универзитет. Године 1904. преименован је у Универзитет у Софији, где су три историјско-филолошки, физичко-математички и правни факултет дали државне службенике за државне и локалне владине службе. Постао је центар немачких и руских интелектуалних, филозофских и теолошких утицаја.

### Турци
Док је већина турских званичника, земљопоседника, бизнисмена и професионалаца отишла после 1878. године, нека турска сељачка села су опстала, која су чинила можда чак 10% становништва Бугарске. Они су углавном били самоуправни, наставили су своју традиционалну веру и језик, а бугарска влада их је толерисала до 1970-их. Они су били заштићени као мањинска група према међународном праву различитим уговорима и споразумима, укључујући и Берлински уговор (1878). Ова заштита је више од једног века омогућавала бугарским Турцима да развију засебне верске и културне организације, школе, локалну турску штампу и књижевност.

### Урбанизација
У првој деценији века дошло је до одрживог просперитета, са сталним урбаним растом. Главни град Софије је порастао за фактор од 600% са 20.000 становника 1878. године на 120.000 у 1912. години, првенствено од сељака који су долазили из села да би постали надничари и трговци. Стигле су и избеглице из турске Македоније, док је емиграције било релативно мало. Етничка разноликост је карактерисала Бугарску, са православном бугарском базом и бројним енклавама Турака, Грка и других. Бугарски револуционари са подручја Македоније (тада под отоманском влашћу) користили су Бугарску као базу, почев од 1894. године, да агитују за формалну независност од Отоманског царства како би касније лакше ујединили Македонију и Бугарску. Покренули су лоше испланиран устанак 1903. који је брутално угушен и довео је до тога да су десетине хиљада додатних избеглица слетеле у Бугарску.